# Das Schloß der blauen Vögel (Roman)
Das Schloß der blauen Vögel, mit dem Untertitel „Ein Gehirnchirurg versucht das Schicksal“, ist eine Mischung aus Thriller und Arztroman von Heinz G. Konsalik aus dem Jahr 1968.

## Inhalt

### Handlung
Gerd Sassner kommt von einem Angelausflug im Schwarzwald zurück und stellt seiner Familie einen alten Schuh, den er im Bach gefunden hat, als seinen Kriegskameraden Benno Berneck vor. Zunächst hält seine Frau Luise das merkwürdige Verhalten ihres Mannes für einen Scherz, doch dann erkennt sie die Anzeichen einer sich verdichtenden Geisteskrankheit. Sassner treibt das Ganze noch auf die Spitze, in dem er plant, den Schuh bei einem Geschäftsessen mit ausländischen Investoren mitzunehmen, und ihn als seinen alten Freund vorzustellen. Damit wäre er in der Geschäftsleitung nicht mehr tragbar. Luise ist verzweifelt und alarmiert Dr. Hannsmann, den Hausarzt der Familie. Dieser erwirkt, dass Sassner, ohne Aufsehen zu erregen, in einer Privatklinik interniert wird. Das ehemalige Herrenhaus Hohenschwandt liegt in einem abgelegenen Tal der Allgäuer Alpen und wird vom internationalen Gehirnspezialisten Prof. Dr. Dorian geführt, der als Koryphäe auf seinem Spezialgebiet der Neurologie und Neurochirurgie gilt. Die Klinik Hohenschwandt besteht aus 40 luxuriös eingerichteten Patientenzimmern, zwei Operationssälen, in denen unter anderem Leukotomien durchgeführt werden, einem Ärzte- und einem Schwesternhaus. Im Haus IV, einem umgebauten Pferdestall, werden Tierversuche an Menschenaffen, Hunden, Katzen und Laborratten durchgeführt. Dorian wird dabei von seinem Ärzteteam unterstützt: der erste Oberarzt Dr. Franz Kamphusen, welcher ihm unterwürfig ergeben ist, und Dr. Bernd Keller, der mit seiner Tochter Angela Dorian verlobt ist. Kamphusen und Keller sind Rivalen. Dorian gelingt eine manipulative Gehirnoperation an einem Gorilla, der danach in der Lage ist, akustische Musiksignale neu zu verarbeiten und zu singen. Professor Dorian behandelt den unter Wahnvorstellungen leidenden Sassner, versetzt ihn unter Hypnose und kann so die Umstände aufklären, unter denen sein Kamerad Berneck damals umkam: Leutnant Berneck wurde 1945 bei einer sowjetischen Offensive auf Greifenberg in Pommern in seinem Unterstand zusammen mit Gerd Sassner verschüttet. Der Sauerstoffvorrat reichte für beide Männer nicht aus. Also erschoss sich Berneck, um seinen Freund Sassner zu retten. Der geisteskranke Chemiker erwacht aus der Hypnose und in den folgenden Tagen verschlechtert sich sein geistiger Zustand zunehmend. Dorian vermutet, dass Sassner bereits während des Krieges an einer Kopfverletzung, möglicherweise einem Blutgerinnsel, litt und sich aufgrund der Schreckneurose trotz der langen Zeit immer noch seine Persönlichkeit verändert. Dann fasst er den Entschluss, an dem in einen wochenlangen Heilschlaf versetzten Patienten eine völlig neuartige Hirnoperation durchzuführen, indem er zerebrale Funktionen anders koppelt. Die Operation ist ein voller Erfolg und Sassner kommt zur vollständigen Genesung.
Gerd und Luise Sassner sind überglücklich und feiern ihre zweiten Flitterwochen im Schwarzwald. Eines Nachts verschwindet Sassner. Seine Sachen werden an einem See gefunden, so dass die zuständige Polizei in Freudenstadt davon ausgeht, dass er entweder verunglückt ist oder Selbstmord begangen hat. Ohne eine Leiche kann jedoch keine amtliche Totenerklärung ausgestellt werden.
In der Klinik Hohenschwandt häufen sich eine Reihe seltsame Vorfälle. Nachts geht ein Arzt um, der sich als Dr. Keller ausgibt und Injektionen verabreicht. Angela, die Tochter des Professors, muss sich im Wald Nachstellungen erwehren und wird beinahe von den Patienten ihres Vaters vergewaltigt. In einer regnerischen Sommernacht nimmt Ilse Trapp, Ehefrau eines Gasthofbesitzers, einen Anhalter mit, dem sie hoffnungslos verfällt. Ilse führt ein trostloses Leben in einer einsamer Gegend und verbessert ihr karges Auskommen, in dem sie sich von Fernfahrern für sexuelle Dienste bezahlen lässt. Der geheimnisvolle Anhalter ist Gerd Sassner, der eine andere Identität angenommen hat und dessen Persönlichkeit sich mittlerweile völlig verändert hat. Er macht sich Ilse hörig und verwandelt sie in eine willenlose Sklavin. Unter anderem verlangt er von ihr, dass sie ihn mit „großer Boss“ anredet und künftig als „Schwester Teufelchen“ nur noch mit einer Servierschürze und einer Servierhaube bekleidet, ansonsten aber nackt ist. Ihr zwanzig Jahre älterer Ehemann wird zunächst mit Schnaps betäubt, damit er die Umwandlungen des Gasthauses nicht mitbekommt. Sassner lässt sich im Turmzimmer des Gasthofes nieder, nennt ihn „Schloß der blauen Vögel“ und plant dort eine neue Klinik einzurichten, um der „Menschheit die Dummheit auszutreiben“.
In der Klinik Hohenschwandt kommt es zu einer ernsthaften Meinungsverschiedenheit zwischen Dorian und Keller. Keller hat ein Angebot aus Zürich bekommen und möchte Hohenschwandt verlassen. Angela Dorian sieht sich gezwungen, sich zwischen ihrem Verlobten und ihrem Vater zu entscheiden. Aus der Schweiz kommt ein Brief eines unbekannten Arztes:

„Werter Kollege, die Dummheit, das haben meine eingehenden Untersuchungen ergeben, ist ein Gas, das den menschlichen Organismus langsam, aber unaufhaltsam vernichtet. In Politik, Wirtschaft und Kultur mehren sich die Anzeichen, dass die Menschheit einer Katastrophe entgegensteuert. Frühere Lebewesen, die etwa die Saurier, gingen an Futtermangel zugrunde…unsere Menschheit wird sich vernichten aus eigener Dummheit. Ich habe entdeckt, dass im menschlichen Hirn ein kleines Ventil undicht geworden ist, durch das Gase entweichen, die Vernunft und Logik umnebeln. Um die Menschheit zu retten, bedarf es nur eines kleinen Eingriffs im offenen Hirn, eines Verschlusses des Defekts, und der Mensch lernt erkennen, wie man Paradiese schafft. Ich werde in Kürze beginnen, diese Operationen auszuführen. Erlauben Sie mir, verehrter Kollege, Sie auf dem laufenden zu halten. Ich grüße Sie mit der neuen Weltparole: Dummheit – ex!“

Egon Trapps stört die Vorbereitungen für die Gestaltung des „Schlosses der blauen Vögel“ und muss beseitigt werden. Gerd und Ilse verabreichen ihm eine große Menge Alkohol und sorgen dafür, dass er auf der Autobahn überfahren wird. Seine Leiche kann später nicht identifiziert werden, da mehrere Fahrzeuge über seinen Kopf gefahren sind und ihn damit unkenntlich gemacht haben. Magda Hendle wird die erste unfreiwillige Patientin der beiden. Ilse ist eifersüchtig auf die attraktive Frau und betäubt sie mit einem Hammer. Magdas Schädeldecke wird geöffnet, das Hirn entnommen und die obere Hirnschale mit Geschirrspülmittel ausgespült, dann wird das Herz entfernt. Nach Magda folgen Morde an Markus Peltzer, Julius Hombatz und Agathe Vierholz, denen ebenfalls Organe oder Körperteile entfernt werden.
In Hohenschwandt experimentiert Dorian mit Injektionen aus zermahlenem Affenhirn, was den Tieren eingespritzt wird und die Intelligenz steigern soll.
Mittlerweile hat sich Keller doch dazu entschlossen, bei Dorian zu bleiben, und löst damit einen Konflikt mit seiner Verlobten Angela aus. Keller vermutet, dass es sich bei den unheimlichen Arztkollegen um den totgeglaubten Sassner handelt. Sie wollen Sassners Ehefrau Luise als Lockvogel benutzen, um den teuflischen Arzt aus seinem Versteck zu locken. Dr. Kamphusen überwältigt mittlerweile den Pfleger Leopold „Poldi“ Wachsner, der im Auftrag des anonymen Arztes nachts als falscher Dr. Keller Injektionen vornimmt, welche Libido und Aggressionen steigern. Luise führt ihren Auftrag aus, wird in der Nacht von Ilse Trapps auf einem Autobahnparkplatz aufgesammelt und mit ins „Schloß der blauen Vögel“ genommen, wo Sassner Menschen in Vögel verwandeln will.
Zur gleichen Zeit hat sich die Situation auf Hohenschwandt zugespitzt. Die Patienten befinden sich in Aufruhr und haben Angela Dorian als Geisel genommen. Sie drohen damit, sie alle zu vergewaltigen. Dr. Keller setzt das Nervengas HLN101 ein, kann Angela befreien und die Wahnsinnigen außer Gefecht setzen. Sassner will seine Frau operativ in einen Vogel verwandeln, obwohl sie ihn anfleht, zu sich zu kommen und sie wiederzuerkennen. Es kommt zu einem Handgemenge zwischen ihr und Ilse. Zwischenzeitlich wird Ilse auf dem OP-Tisch festgeschnallt, kann Sassner jedoch davon überzeugen, von ihr abzulassen. Schwester „Teufelchen“ flieht nach Hamburg, verrät den Aufenthaltsort Sassners bei der Polizei durch einen anonymen Anruf, wird aber dann später von einem Zuhälter, der sich als der vornehme Lebemann Wilhelm von Fahrer ausgibt, nach einem Beischlafdiebstahl in einer Absteige in St. Pauli mit ihren eigenen Perlonstrümpfen erdrosselt. Der Dirnenmord wird nie aufgeklärt und Ilses Körper dient Pathologiestudenten als Seziervorlage.
Die Polizei wagt es nicht, das „Schloß der blauen Vögel“ mit Waffengewalt zu stürmen, da sie dort eine Vollbelegung durch Patienten vermuten. Sassner, der mittlerweile in einer Phantasiewelt mit Wahnvorstellungen lebt, ruft ihnen zu, dass hier gerade eine neue Menschenrasse entsteht. Mithilfe eines Tricks wird Sassner überwältigt. Gemäß dem Oberstaatsanwalt ist Sassner laut Strafgesetzbuch für seine Taten nicht verantwortlich. Er ist schwer geisteskrank und daher nicht schuldfähig. Dorian bittet darum, das „Monstrum“ Sassner einer weiteren Hirnoperation, einer Topektomie, unterziehen zu dürfen, um sein Wesen in positive Richtung zu verändern. Die OP findet unter großer Beachtung der Öffentlichkeit statt. Gerd Sassner werden 25 Gramm Hirnmasse exzidiert. Er ist anschließend zwar in die Realwelt zurückgekehrt, erkennt aber dennoch seine Frau und Kinder nicht wieder. Dorian verspricht Luise Sassner in einer Art Prophezeiung:

„Alles ist im Fluss, die letzten Geheimnisse der Menschheit werden entschleiert. In ein, zwei oder drei Jahren werde ich ihrem Mann vielleicht zehn Injektionen geben, und Sie können ihn mitnehmen als den besten Gerd Sassner, den es je gegeben hat.“

### Personen
- Gerd Sassner: Hauptfigur der Geschichte. Am 19. August 1923 in Krefeld geboren, Weltkriegsteilnehmer, Chemiker und Inhaber einer chemischen Fabrik. Sassner leidet unter Wahnvorstellungen.
- Luise Sassner: Gerds Frau. Sie kämpft um ihn und um ihr altes Leben.
- Leutnant Benno Berneck: sein ehemaliger Kriegskamerad, der als Zugführer an der Ostfront fiel und dessen fiktive Gestalt Auslöser für Sassners Wahnvorstellungen wird
- Professor Dorian: Chefarzt der Privatklinik Hohenschwandt. Dorian hat gewagte Visionen im Bereich der Gehirnchirurgie
- Dr. Franz Kamphusen: Dorians Assistenzarzt
- Dr. Bernd Keller: Dorians Assistenzarzt
- Ilse Trapps/„Schwester Teufelchen“: Ehefrau eines Gasthofbesitzers. Die rothaarige Ilse wird als nymphomane Antagonistin und Gespielin Sassners dargestellt.
- Egon Trapps: Ilses Ehemann, stört das Vorhaben seiner Frau und Sassners und wird daher aus dem Weg geräumt

## Thematik
Die Hauptthematik von „Das Schloss der blauen Vögel“ ist der Mad Scientist Aspekt aus dem Horrorgenre. Ein Arzt versucht als „Halbgott in Weiß“, beziehungsweise „Personifizierung des Teufels“, durch manipulative Gehirnoperationen, das Bewusstsein und die Persönlichkeit seiner Patienten nachhaltig zu verändern. Gerd Sassner sieht es als seine Mission an, die Menschheit zu verbessern und einen neuen intelligenteren Typus zu schaffen.

## Symbolik
„Hier gibt es nur Krähen!“, sagte Ilse Trapp atemlos. Sie blickte in seine Augen und war fasziniert von dem Schimmer, der in ihnen lag. „Blaue Vögel!“ Sein Griff um Ilses Schultern verstärkte sich. „Wenn sie im Sommer in den Himmel fliegen, lösen sie sich auf, so blau sind sie. Das Göttliche saugt das Lebende auf…keiner sieht diese Wunder. Nur ich sehe sie. Nur ich! Und hier ist die Heimat der Wunder. Das Schloß der blauen Vögel…“ „Was?“, fragte Ilse zitternd. Sie stöhnte auf. Die Finger des Mannes krallten sich in ihren Oberarm. „Das hier ist mein Schloß!“ Er beugte sich über sie. Seine Stimme wurde geheimnisvoll. „Ihr habt gelebt wie die Säue. Aus einem Schloß voller Wunder habt ihr eine Kneipe gemacht. Eine klebrige Biertheke! Eine verräucherte Stampe! Welch Schande gegenüber den Wundern, die über euch schweben! Aber nun ändert sich das. Ich bin gekommen. Die Wunder werden sichtbar werden! Die blauen Vögel werden sie herbeitragen, wie Brieftauben ihre Botschaft. Gehen wir.“

„Das Schloss der blauen Vögel“ ist der ehemalige Gasthof „Zur Eiche“, in dem der wahnsinnige Gerd Sassner seine Visionen einer neuen Klinik zur von ihm geplanten Veränderung der Menschheit wahr machen will.

## Rezeption und Kritik
Der Stoff wird von vielen im Vergleich zu den üblichen Konsalik-Romanen als ungewöhnlich bis hin zu verstörend empfunden („Wahnsinn“, „wie im Drogenrausch geschrieben“). Die Handlung, welche einen klassischen Spannungsbogen besitzt, wird als unglaubwürdig beschrieben.

## Verfilmung
Ohne sich auf den Inhalt des Romans zu stützen, wurde im Jahr 1971 vom italienischen Regisseur Fernando Di Leo der Giallo-Thriller La bestia uccide a sangue freddo unter dem deutschen Verleihtitel „Das Schloß der blauen Vögel“ verfilmt. Bis auf einige Orts- und Personennamen wie „Dr. Bernd Keller“ (gespielt von Klaus Kinski), „Professor Dorian“ oder „Luise Sassner“ hat der Film kaum etwas mit der Romanvorlage gemeinsam.

## Buchausgaben
- Das Schloß der blauen Vögel. Roman. Lichtenberg, München 1968.
- Das Schloß der blauen Vögel. Roman. Goldmann, München 1972; 12. A. 1981, ISBN 3-442-03511-2.
- Das Schloß der blauen Vögel. Roman. Hestia, Bayreuth 1979, ISBN 3-7770-0185-6.
- Das Schloss der blauen Vögel. Roman. Editionnova, Rudersberg 2010, ISBN 978-3-941329-35-5.